# Альжери (тяжёлый крейсер)
Альжери́ — тяжёлый крейсер французского флота периода Второй мировой войны.

## История создания
К концу 1928 года французский ВМФ имел в строю и постройке 6 тяжёлых крейсеров типа «Дюкень» и «Сюффрен», но характеристики этих кораблей не радовали французских адмиралов. Хотя в сравнении с «картонными» «Дюкенями» крейсера класса «Сюффрен» и получили некоторую броневую защиту, но её характеристики всё равно представлялись недостаточными. Особенно удручающе выглядело сравнение с тяжёлыми крейсерами основного противника — Италии. Даже считавшиеся слабозащищёнными крейсера типа «Тренто» смотрелись лучше французских крейсеров, а когда во Франции стало известно о закладке итальянцами серии из четырёх хорошо бронированных крейсеров типа «Зара», руководство французского флота охватило серьёзное беспокойство. В итоге, в том же 1928 году было принято решение о начале проектирования седьмого «вашингтонского» крейсера под шифром С4.
Французский Генеральный морской штаб потребовал создания крейсера с защитой от 155-мм снарядов. Предполагалось защитить корабль в вертикальной проекции на дистанции до 15 000 метров, и горизонтальной - от 20 000 метров. Ввиду увеличения веса брони разрешалось ограничить максимальную скорость значением 31 узел.
Первоначальный проект, разработанный в том же 1928 году, предусматривал двухвальную энергетическую установку и наличие двух дымовых труб. Однако несмотря на простоту такого варианта он был отвергнут, так как приводил к слишком большой нагрузке на гребные винты. К 1929 году были разработаны ещё два варианта проекта. 9 декабря 1929 года Генеральный штаб ВМС принял для дальнейшей разработки Вариант 3 с линейной компоновкой четырёхвальной ЭУ и одной дымовой трубой.

## Конструкция

### Корпус и архитектура
Крейсер имел высоту корпуса от киля до верхней палубы: у форштевня — 13,6 м, на миделе — 11 м, в корме — 12 м.
При нормальном водоизмещении форштевень возвышался над водой на 8 м, ахтерштевень — на 6,4 м.

### Энергетическая установка
Энергетическая установка включала в себя 4 турбозубчатых агрегата марки «Рато». Каждый из них состоял из четырёх турбин: высокого, среднего и низкого давления, а также заднего хода. Использовался одноступенчатый зубчатый редуктор с передаточными числами 1/9,75 для ТНД, 1/13,5 для ТСД и 1/18 для ТВД. Валы приводили во вращение четыре трехлопастных винта диаметром 3,6 м. В этих агрегатах применялся умеренно перегретый пар высокого давления — 27 кгс/см² (26,6 атм.) при 325°C. Нормальная мощность каждого ТЗА составляла 21 000 л. с., при форсаже достигалось значение 24 000 л. с. Удельная мощность энергетической установки «Альжери» была весьма высока — 15,6 кг/л. с. У предшествующей серии крейсеров это значение колебалось от 17,6 до 18 кг/л. с. Общий вес энергетической установки с конденсаторами, мазутом и маслом в магистралях, запасами котельной воды, составил 1347,45 тонны. Установки отличались высокой надёжностью и экономичностью.
Максимальная скорость на испытаниях составила 33,2 узла при мощности 95 700 л. с. Полный запас топлива включал 2935 тонн мазута. Крейсер с чистым днищем мог пройти 8700 миль при скорости 15 узлов, 7000 миль при скорости 20 узлов на полном запасе и 4000 миль на 27 узлах при боевом запасе топлива 2142 т. Разница в расходе топлива между результатами испытаний и спустя 6 месяцев после докования составляла около 30 %.
Снабжение электроэнергией осуществляли четыре турбогенератора мощностью по 300 кВт. Помимо них, имелись два дизель-генератора мощностью по 100 кВт (с перегрузкой до 120 кВт).

### Бронирование
Внешний вертикальный броневой пояс был толщиной 110 мм. На протяжении носовых погребов, в районе центрального поста, а также помещений передних динамо-машин высота пояса равнялась 3,75 м, и достигала 4,45 м в районе турбинно-котельной установки. В корме, в районе задних погребов высота пояса уменьшалась до 2,45 м. Пояс выполнялся из гомогенной никелевой стали высокой прочности. Вешней пояс дополнялся внутренним 40-мм, переходящим в торпедную переборку. Внутренний пояс выполнялся из менее твердой, но более эластичной брони.
Палуба на протяжении механической установки (между 60 и 130 шпангоутами) имела толщину 80 мм между внутренними 40-мм броневыми переборками; вне их к борту шли 30-мм плиты. В районе носовых погребов (от 130 до 144-го шпангоута) палуба оставалась однородной — 80-миллиметровой, а кормовые погреба прикрывались 80-мм броней в середине и 30-мм — у бортов.

### Вооружение
| калибр, мм                             | 203,2     | 203,2     | 100        | 37      | 13,2  |
| длина ствола, калибров                 | 50        | 50        | 50         | 50      | 76    |
| масса орудия, кг                       | 20 716    | 20 716    | 1620       | 300     | 19,5  |
| скорострельность, в/мин                | 4—5       | 4—5       | 10         | 30—42   | 200   |
| вес снаряда, кг                        | 123,8—134 | 123,8—134 | 13,5—14,95 | 0,725   | 0,052 |
| начальная скорость, м/с                | 820       | 820       | 755—785    | 810—840 | 800   |
| максимальная дальность, м              | 30 000    | 30 000    | 15 800     | 7150    | 7200  |
| максимальная досягаемость по высоте, м | —         | —         | 10 000     | 5000    | 1500  |

Главный калибр крейсера был представлен 203-мм орудиями М1931 незначительно отличавшимися от модели 1924 года, установленной на предшествующих тяжёлых крейсерах Франции. Орудие длиной 50 калибров имело максимальную дальность стрельбы 123,1-кг бронебойным снарядом 31 400 метров. Живучесть ствола достигала 600 выстрелов боевым зарядом. В 1936 году на вооружение был принят сверхтяжёлый бронебойный снаряд весом 134 кг, дальность стрельбы снизилась до 30 километров. В годы Второй мировой войны крейсера никогда не стреляли на столь большие дистанции. Кроме того, имелся и фугасный снаряд весом 123,8 кг. Башни главного калибра получили названия связанные с историей и городами Алжира: кормовая — «Кара Мустафа», вторая с кормы — «Константина», носовая — «Альже», вторая от носа — «Оран».
Зенитная артиллерия дальнего боя была представлена 100-мм пушками М1930, что было большим шагом вперёд в оснащении французских крейсеров. Орудия стреляли фугасными зенитными, а также полубронебойными снарядами на дальность до 15,6 км, потолок достигал 10 км.
Малокалиберная зенитная артиллерия была первоначально представлена устаревшими зенитными полуавтоматами модели 1925 года, не отвечавшим даже требованиям начала 30-х годов. В январе 1940 года их заменили на спаренные установки более современной модели 1933 года, но количество зенитных автоматов всё равно оставалось недостаточным, а их расположение неудачным. Зенитные средства дополняли 4 счетверённых 13,2-мм пулемёта «Гочкисс» модели 1929 года. Боевой опыт показал их полную бесполезность.

### Развитие проекта
К 1939 году был подготовлен проект C5, ставший развитием «Альжери». Водоизмещение нового корабля должно было составить от 10246 до 10349 тонн, полное оценивалось в 14 770 тонн. Мощность энергетической установки составила бы 100 000 л. с. Главный калибр нового крейсера размещался в трёх трёхорудийных башнях — всего девять 203-мм орудий. Зенитная артиллерия включала от десяти до 14 100-мм орудий, а также зенитные автоматы.
В апреле 1940 года было принято решение о строительстве трёх крейсеров типа C5, но в связи с поражением Франции ни один из них не был даже утверждён к постройке.

## Служба
Вскоре после вступления в строй «Альжери» был введён в состав 1-й лёгкой дивизии, включавшей наиболее сильные тяжёлые крейсера французского флота и базировавшейся в Тулоне. Служба мирного времени проходила для крейсера вполне успешно, без серьёзных происшествий. С началом войны «Альжери» вошёл в состав соединения «Х», без особого успеха занимавшегося охотой на немецкие рейдеры и перехватом вражеских коммерческих судов. В феврале-апреле 1940 года крейсер с рядом других кораблей занимался конвоированием судов с особо важными грузами на трансатлантических маршрутах. До участия в реальных боевых действиях дело дошло лишь после объявления Италией войны Франции. Единственный раз «Альжери» стрелял по врагу в ночь на 14 июня, участвуя в рейде французского флота на Геную. Артиллерия крейсера поразила ряд береговых объектов. Но уже 22 июня Франция капитулировала, подписав Компьенское перемирие. «Альжери» остался в составе флота Виши, реорганизованного во Флот открытого моря (Force de Haute Mer). Единственный боевой поход корабль совершил в ноябре 1940 года, после этого нечасто и недалеко выходя из Тулона.
11 ноября 1942 года немецкие войска вторглись на территорию, контролируемую Виши. Одной из главных целей были корабли французского флота. Поскольку нацисты нарушили перемирие, французские моряки могли легко пересечь Средиземное море и присоединиться к союзникам, тем более, что немцы появились в Тулоне только через две недели. Однако командование флота предпочло затопить свои корабли на рейде. Утром 27 ноября «Альжери» был подорван и подожжён командой, после чего сел на грунт и горел до 16 декабря. Попытки итальянцев в 1943 году поднять гордость французского флота для утилизации успехов не имели. Его подняли лишь в 1949 году и к 1956 разделали на металл.

## Оценка проекта
В 30-х годах «Альжери» считался одним из лучших тяжёлых крейсеров мира и безусловно лучшим в Европе. Не случайно конструкторы «Адмирала Хиппера» стремились превзойти именно его. Если сравнивать противоторпедную конструктивную защиту, то наиболее мощная она у «Алжира», «Такао» и «Адмирала Хиппера». Глубина защиты на «Алжире» равнялась 5,1 м, на «Адмирале Хиппере» 3,7 м, на «Такао» 2,5 м, на «Заре» и «Уичите» конструктивной защиты не было.
К достоинствам «Альжери» следует отнести:
- Достаточно надёжное вертикальное бронирование, защищавшее крейсер на основных дистанциях боя от снарядов 203-мм калибра;
- Весьма мощное для корабля таких размеров горизонтальное бронирование, способное спасти крейсер при попаданиях 250-кг бомб и дававшее определённые шансы при попаданий 500-кг бомб. В этом отношении «Альжери» выделяется среди всех современных ему крейсеров;
- Хорошая система противоторпедной защиты, способная выдержать без фатальных последствий до двух попаданий торпед.

Артиллерия главного калибра вполне соответствовала требованиям. Мореходность была на достаточно приличном уровне, хотя «Альжери» и уступал по этому показателю высокобортным, но слабозащищённым «вашингтонцам» первого поколения. Небольшое отставание в скорости хода от одноклассников по опыту войны не имело серьёзного значения. Тем не менее крейсер имел и ряд существенным недостатков:
- Очень слабая защита рулевого отделения, характерная, впрочем, и для крейсеров других стран;
- Устаревшая система управления огнём зенитной артиллерии;
- Низкие характеристики зенитных автоматов, имевшихся, к тому же в совершенно недостаточном количестве.

Однако главную проверку — участие в реальных боях «Альжери» не прошёл и был затоплен своим же экипажем.
Все тяжёлые крейсера второго поколения уступают по мореходности «картонным» британским «Каунти» и даже первым французским и итальянским кораблям этого класса. «Такао» уступают «Миоко», а «Могами» уступают «Такао». Видимо, конструкторы всех стран признали, что некоторое снижение высоты надводного борта вполне допустимо.
| Характеристики орудий главного калибра тяжёлых крейсеров | Характеристики орудий главного калибра тяжёлых крейсеров | Характеристики орудий главного калибра тяжёлых крейсеров | Характеристики орудий главного калибра тяжёлых крейсеров | Характеристики орудий главного калибра тяжёлых крейсеров | Характеристики орудий главного калибра тяжёлых крейсеров | Характеристики орудий главного калибра тяжёлых крейсеров |
| -------------------------------------------------------- | -------------------------------------------------------- | -------------------------------------------------------- | -------------------------------------------------------- | -------------------------------------------------------- | -------------------------------------------------------- | -------------------------------------------------------- |
| Орудие, мм/клб                                           | 203/50                                                   | 203/53                                                   | 203/50                                                   | 203/60                                                   | 203/55                                                   | 203/50                                                   |
| Страна                                                   | Франция                                                  | Италия                                                   | Япония                                                   | Германия                                                 | США                                                      | Англия                                                   |
| Вес снаряда, кг                                          | 123,1(134)                                               | 125,3                                                    | 125,85                                                   | 122                                                      | 118(152)                                                 | 116,1                                                    |
| Нач. скорость, м/с                                       | 850 (820)                                                | 900                                                      | 840                                                      | 925                                                      | 853 (762)                                                | 855                                                      |
| Энергия, млн. Дж                                         | 90,1                                                     | 101,5                                                    | 88,8                                                     | 104,4                                                    | 85,8                                                     | 84,9                                                     |
| Живучесть ствола, выстрелов                              | 600                                                      | 200                                                      | 400                                                      | 600                                                      | 600                                                      | 550                                                      |
| Макс.дальность, км                                       | 31,4 (30)                                                | 31,3                                                     | 28,9                                                     | 33,54                                                    | 29,13 (27,4)                                             | 29,4                                                     |

| Сравнительные ТТХ крейсеров                 | Сравнительные ТТХ крейсеров                      | Сравнительные ТТХ крейсеров                                | Сравнительные ТТХ крейсеров                                    | Сравнительные ТТХ крейсеров                                     | Сравнительные ТТХ крейсеров |
|                                             | «Такао»                                          | «Нью-Орлеан»                                               | «Альжери»                                                      | «Зара»                                                          |                             |
| ------------------------------------------- | ------------------------------------------------ | ---------------------------------------------------------- | -------------------------------------------------------------- | --------------------------------------------------------------- | --------------------------- |
| Годы закладки/вступления в строй            | 1927/1932                                        | 1931/1934                                                  | 1931/1934                                                      | 1929/1931                                                       |                             |
| Водоизмещение, стандартное/полное, т        | 11 350/15 186                                    | 10 299/12 693                                              | 10 109/13 461                                                  | 11 680/14 300                                                   |                             |
| Энергетическая установка, л. с.             | 130 000                                          | 107 000                                                    | 84 000                                                         | 95 000                                                          |                             |
| Максимальная скорость, узлов                | 35,5                                             | 32,75                                                      | 31                                                             | 32                                                              |                             |
| Дальность плавания, миль на скорости, узлов | 7000 (14)                                        | 7600 (15)                                                  | 8700 (15)                                                      | 5300 (16)                                                       |                             |
| Артиллерия главного калибра                 | 5×2 — 203-мм/50 типа 3-го года № 2               | 3×3 — 203-мм/55 Mk 9                                       | 4×2 — 203-мм/50 M1931                                          | 4×2 — 203-мм/53 Mod. 29                                         |                             |
| Универсальная артиллерия                    | 4×1 — 120-мм/45 тип 10                           | 8×1 — 127-мм/25                                            | 6×2 — 100-мм/45                                                | 8×2 — 100-мм/47 Mod. 28                                         |                             |
| Торпедное вооружение                        | 4×2 — 610-мм ТА                                  | —                                                          | 2×3 — 550-мм ТА                                                | —                                                               |                             |
| Авиагруппа                                  | 2 катапульты, 3 гидросамолёта                    | 2 катапульты, до 4 гидросамолётов                          | 1 катапульта, 3 гидросамолёта                                  | 1 катапульта, 2 гидросамолёта                                   |                             |
| Бронирование, мм                            | Борт — 102, палубы — 47-32, башни — 25, ПТП — 58 | Борт — 127…76, палуба — 57-32, башни — 203…37, рубка — 127 | Борт — 110+40, палуба — 80, башни — 100, рубка — 100, ПТП — 40 | Борт — 100—150, палубы — 20+70, башни — 120—150, рубка — 70-150 |                             |
| Экипаж                                      | 727                                              | 868                                                        | 616                                                            | 841                                                             |                             |